# 下高井戸駅前市場
下高井戸駅前市場（しもたかいどえきまえいちば）は、東京都世田谷区の下高井戸駅前に開設された市場。2024年3月閉場。

## 歴史
第二次世界大戦前から小売店が点在し、戦後はバラックが立ち並んだ。そこから発展して1956年（昭和31年）に「下高井戸駅前市場」として市場が開設された。
16軒存在した店舗は2023年（令和5年）末までに多くが閉店しており、2024年（令和6年）3月には営業している店舗は数店舗のみとなった。
2024年3月末で閉鎖となった。下高井戸駅付近では2030年度末の完成を目標に京王線連続立体交差事業が進められ、跡地には駅前広場が整備される予定である。

## 店舗

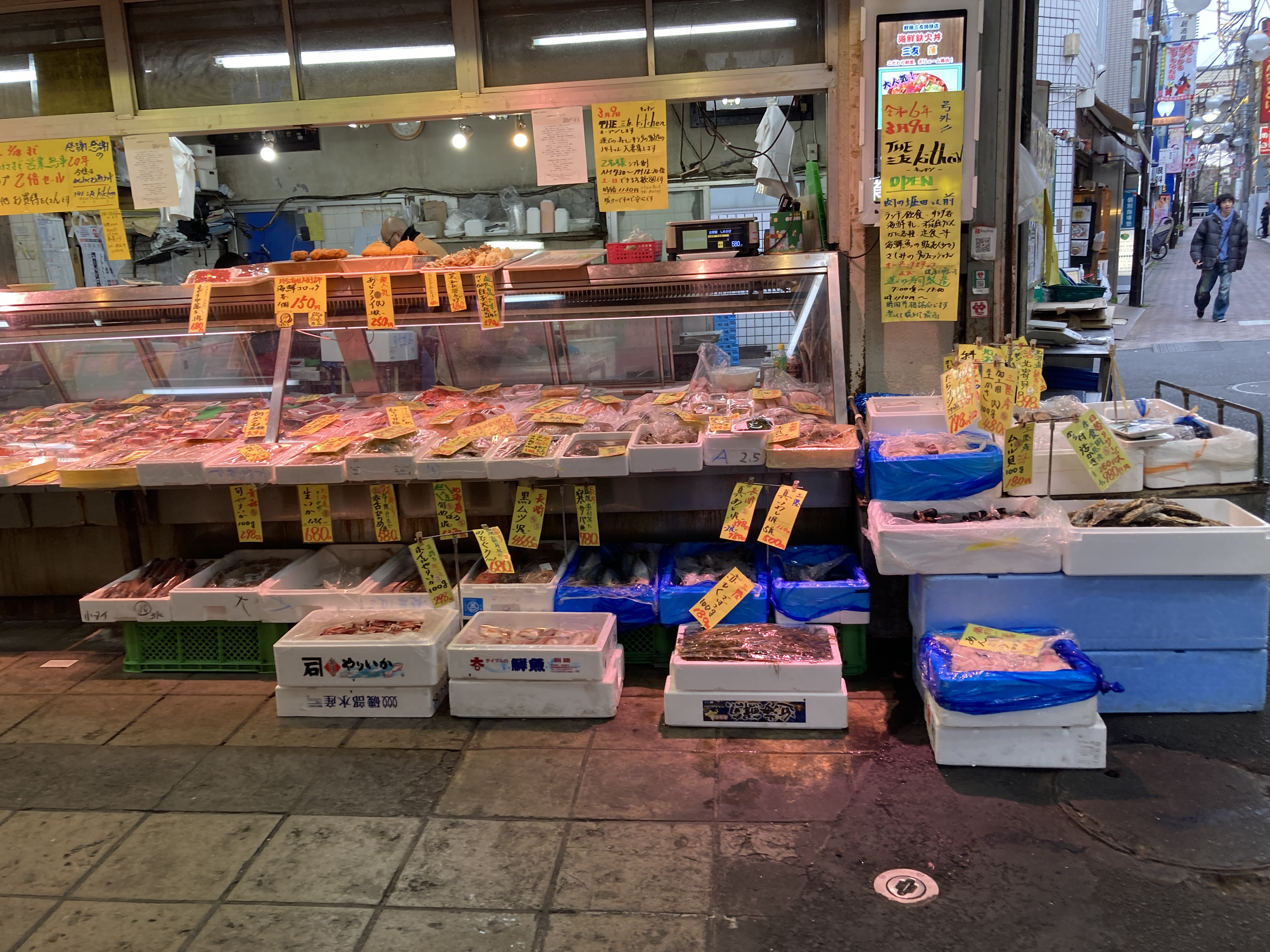
下高井戸駅前市場の魚屋（2024年2月撮影）

- バナナショップ
- 唐揚げ専門店
- 靴修理屋
- 魚屋
- 肉屋
- 漢方薬局
- 時計&メガネ屋
- 花屋
- 不動産屋
- 豆腐屋
- 居酒屋
- 茶屋
- 7Days（出前店舗スペース）